# Royal Rumble (1992)
Royal Rumble (1992) — пятое в истории рестлинг-шоу Royal Rumble, организованное World Wrestling Federation(WWF, ныне WWE). Оно состоялось 19 января 1992 года на «Никербокер-арена» в Олбани, Нью-Йорк.
На шоу было проведено шесть матчей, включая один темный матч. Главным событием стал матч «Королевская битва» 1992 года. Этот матч был примечателен тем, что впервые победитель получил титул чемпиона мира WWF в тяжёлом весе, который стал вакантным в декабре 1991 года. Рик Флэр начал матч под № 3, Сид Джастис вошел под № 29, а Гробовщик и Халк Хоган — под номерами 20 и 26 соответственно.

## Результаты
| № | Матч | Тип матча                                                   | Время      |
| - | --- | ----------------------------------------------------------- | ---------- |
| 1 | Крис Уокер победил Бруклинского Хулигана по дисквалификации                                                           | Одиночный матч                                              | неизвестно |
| 2 | «Новое Основание» (Оуэн Харт и Джим Нейдхарт) победили «Восточный Экспресс» (Танака и Като) (с Мистером Фудзи)        | Командный матч                                              | 17:18      |
| 3 | Родди Пайпер победил Монти (с Джимми Хартом)                                                                          | Матч за интерконтинетальное чемпионство WWF                 | 5:22       |
| 4 | «Бушвакеры» (Люк Уильямс и Бутч Миллер) (с Джэймисоном) победили «Братьев Беверли» (Блэйк и Бью) (с Гением)           | Командный матч                                              | 14:56      |
| 5 | «Природные бедствия» (Землетрясение и Тайфун) (с Джимми Хартом) победили «Легион судьбы» (Ястреба и Зверя) по отсчёту | Матч за командное чемпионство WWF                           | 9:24       |
| 6 | Рик Флэр выиграл «Королевскую битву»                                                                                  | Матч «Королевская битва» из 30 рестлеров за чемпионство WWF | 1:02:02    |

### Матч «Королевская битва»
Рестлеры выходили каждые 2 минуты
| Рестлер | Рестлер                 | Кем выбит | Кем выбит                       | Время |
| ------- | ----------------------- | --------- | ------------------------------- | ----- |
| 1       | Британский Бульдог      | 7         | Риком Флэром                    | 23:33 |
| 2       | Тед Дибиаси             | 1         | Британским Бульдогом            | 1:18  |
| 3       | Рик Флэр                | -         | ПОБЕДИТЕЛЬ                      | 59:26 |
| 4       | Джерри Сагс             | 2         | Британским Бульдогом            | 1:06  |
| 5       | Хаку                    | 3         | Британским Бульдогом            | 1:51  |
| 6       | Шон Майклз              | 9         | Тито Сантаной                   | 15:46 |
| 7       | Тито Сантана            | 10        | Шоном Майклзом                  | 13:55 |
| 8       | Варвар                  | 11        | Геркулесом                      | 12:55 |
| 9       | Техасское Торнадо       | 8         | Риком Флэром                    | 9:20  |
| 10      | Репо Мэн                | 6         | Большим Боссом                  | 6:23  |
| 11      | Грег Валентайн          | 5         | Репо Мэном                      | 4:12  |
| 12      | Николай Волков          | 4         | Репо Мэном                      | 1:03  |
| 13      | Большой Босс            | 13        | Риком Флэром                    | 3:38  |
| 14      | Геркулес                | 12        | Большим Боссом                  | 0:56  |
| 15      | Родди Пайпер            | 26        | Сидом Вишесом                   | 34:06 |
| 16      | Джейк Робертс           | 15        | Рэнди Сэвиджом                  | 10:55 |
| 17      | «Ножовка» Джим Дагган   | 19        | Вирджилом                       | 20:45 |
| 18      | Ирвин Р. Шистер         | 23        | Родди Пайпером                  | 27:01 |
| 19      | Джимми Снука            | 14        | Гробовщиком                     | 2:27  |
| 20      | Гробовщик               | 17        | Халком Хоганом                  | 13:51 |
| 21      | «Мачо Мэн» Рэнди Сэвидж | 27        | Сидом Вишесом                   | 22:26 |
| 22      | Берсеркер               | 18        | Халком Хоганом                  | 9:00  |
| 23      | Вирджил                 | 20        | Джимом Дагганом                 | 7:29  |
| 24      | Колонел Мустафа         | 16        | Рэнди Сэвиджом                  | 2:36  |
| 25      | Рик Мартел              | 25        | Сидом Вишесом                   | 12:39 |
| 26      | Халк Хоган              | 28        | Сидом Вишесом                   | 11:29 |
| 27      | Скиннер                 | 21        | Риком Мартелом и Родди Пайпером | 2:13  |
| 28      | Сержант Слотер          | 22        | Сидом Вишесом                   | 4:37  |
| 29      | Сид Вишес               | 29        | Риком Флэром и Халком Хоганом   | 5:55  |
| 30      | Варлорд                 | 24        | Халком Хоганом и Сидом Вишесом  | 1:43  |

## Остальные
| Комментаторы - Бобби «Мозг» Хинан - Горилла Монсун Интервьюеры - Лорд Альфред Хэйс - Шон Муни - Джин Окерлунд | Судьи - Джон Бинелла - Дэнни Дэвис - Эрл Хебнер - Джо Марелла Так же - Говард Финкель — Аннонсер |